# Vinçenc Kolë Prennushi

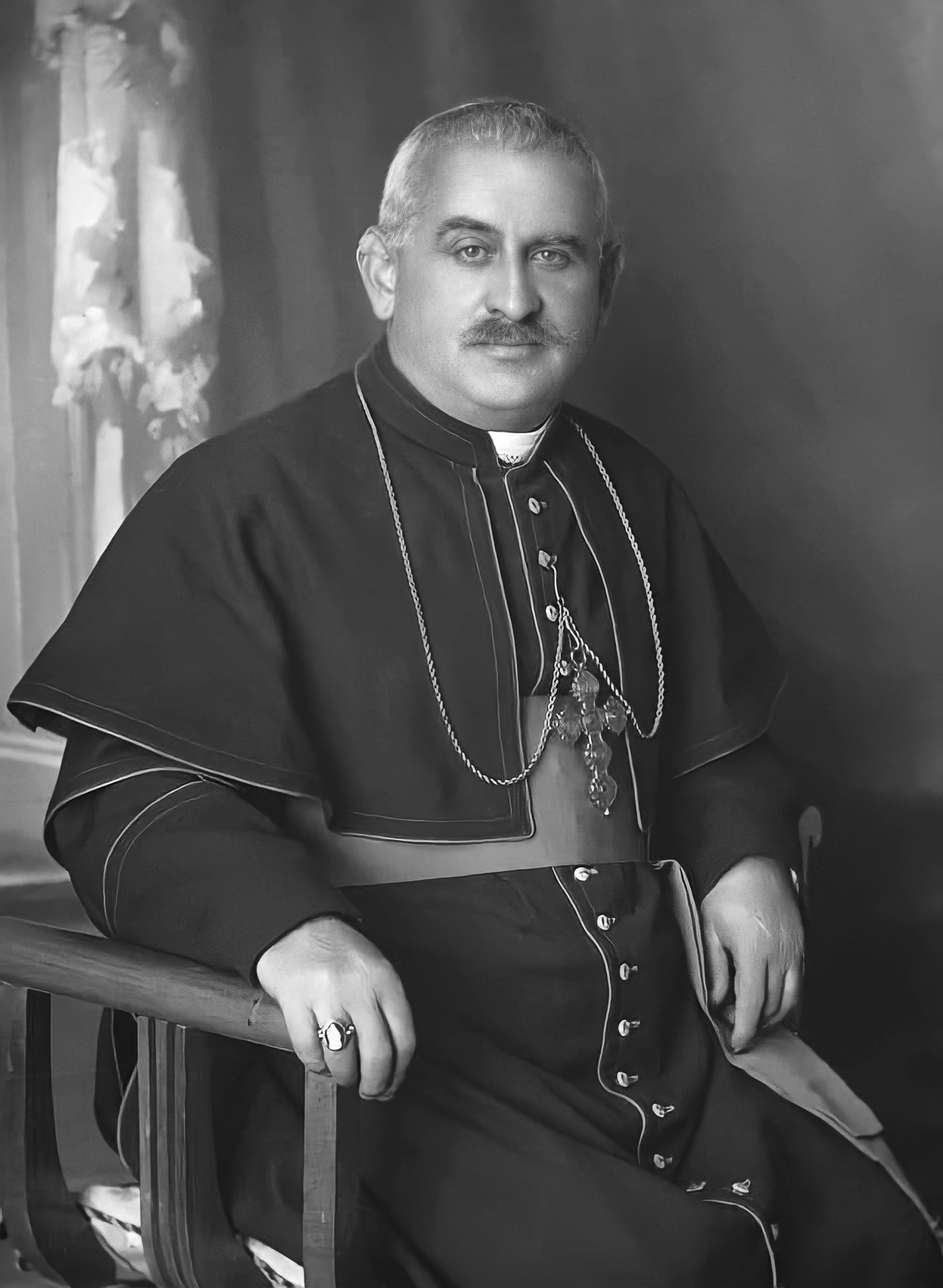
Vinçenc Kolë Prennushi (1936)

Vinçenc Kolë Prennushi OFM (* 4. September 1885 in Shkodra; † 19. März 1949 in Durrës) war katholischer Erzbischof von Durrës in Albanien. Er starb in einem Gefängnis des kommunistischen Regimes an den Folgen der Folter.

## Leben
Vinçenc Kolë Prennushi stammte aus einer bürgerlichen katholischen Familie. Seine Eltern ließen ihn auf den Namen Nikolaus (albanisch: Kolë) taufen. Nach dem Besuch des katholischen Gymnasiums in seiner Heimatstadt trat er im Jahr 1900 sehr jung in das Franziskanerkloster von Troshan ein. Prennushi studierte in Shkodra und an der theologischen Fakultät von Salzburg Theologie. In Salzburg legte er 1904 seine ewige Profess ab und empfing in Innsbruck am 19. März 1908 die Priesterweihe.
Am 27. Januar 1936 wurde Prennushi von Papst Pius XI. zum Bischof von Sapa ernannt. Die Bischofsweihe spendete ihm der Apostolische Delegat in Albanien, Erzbischof Giovanni Battista della Pietra SJ, am 19. März desselben Jahres.
Am 26. Juni 1940 ernannte ihn Papst Pius XII. zum Erzbischof von Durrës, er wurde damit Nachfolger des 1939 verstorbenen Bischofs Pjetër Gjura.
Im Mai 1947 verhafteten die mittlerweile in Albanien herrschenden Kommunisten Prennushi und ließen ihn wegen Kollaboration mit ausländischen Feinden Albaniens zu 20 Jahren Gefängnis verurteilen. Der eigentliche Grund lag aber darin, dass der Erzbischof sich geweigert hatte, an der Gründung einer von Rom getrennten albanischen Nationalkirche mitzuwirken. Mit der Gründung einer derartigen Kirche wollte das Regime in den späten 1940er Jahren die volle Kontrolle über die albanischen Katholiken erlangen.
Im Gefängnis wurde Prennushi oft gefoltert. An den Folgen und den schlechten Haftbedingungen starb er im März 1949. Sein Grab befindet sich in der St. Lucia-Kathedrale in Durrës.

## Seligsprechung
Die albanischen Diözesen haben beim Heiligen Stuhl die Seligsprechung des Märtyrers erbeten. Die Seligsprechung von Erzbischof Vinçenç Kolë Prennushi und weiteren 37 Märtyrern nahm der Kardinalpräfekt der Kongregation für die Selig- und Heiligsprechungsprozesse, Angelo Amato, am 5. November 2016 im Auftrag von Papst Franziskus in Shkodra vor.